# Jonas Schmidt
Jonas Tveje Bisgaard Schmidt (født 20. juni 1973) er en dansk komiker og autodidakt skuespiller, primært kendt som den lyseblå flodhest Dolph fra en række underholdningsprogrammer på DR2, samt som mekanikeren Bruce i Toyotas tv-reklamer, og som leder John Schmidt i P.I.S. "Politiets Indsatsstyrke" på TV2 Zulu. Jonas Schmidt har desuden deltaget i en masse tv-udsendelser på diverse tv-kanaler. Her kan blandt andet nævnes Zulu Kvæg-ræs.
I 2014 var han med i podcasten Verdens Bedste Filmklub med Lasse Rimmer som vært.
Under kunstnernavnet Jinxt udgav han i februar 2020 sangen "Genfødt".

## Privatliv
Han danner privat par med Unni Ryding.

## Filmografi
| År   | Film/Serie                                     | Rolle | Info                                    |
| ---- | ---------------------------------------------- | --- | --------------------------------------- |
| 1999 | I Kina spiser de hunde                         | Betjent |                                         |
| 2000 | P.I.S. - Politiets indsatsstyrke               | John Schmidt | Medvirker i alle episoder               |
| 2001 | P.I.S. - Politiets indsatsstyrke               | John Schmidt | Medvirker i alle episoder               |
| 2002 | Langt fra Las Vegas                            | Betjent | Medvirker i episoden "Mufufu" (Nr. 2.5) |
| 2005 | Wulffmorgenthaler                              | Dolph,Ansgar, Ulrik Lefevre,Erling Sommer, Bent                                                                               |                                         |
| 2005 | Sporløst forsvundne danskere og flodheste m.m. | Dolph, Ansgar, Asger Lesniak, Kregme                                                                                          |                                         |
| 2005 | Dolph & Wulff                                  | Dolph |                                         |
| 2005 | Humor mod AIDS                                 | Dolph |                                         |
| 2005 | Dolphs nytårstale                              | Dolph |                                         |
| 2005 | Alle er 100% Assholes (DVD)                    | Dolph, Ansgar, Asger Lesniak m.fl                                                                                             |                                         |
| 2005 | Zulu 5 år                                      | Ham selv | Medvirker i en episode                  |
| 2006 | Dolph og Wulf med venner                       | Dolph, Rocco |                                         |
| 2006 | Jul i verdensrummet                            | Allan Falk Nielsen | Medvirker i 23 episoder                 |
| 2006 | Allan Falks nytårstale                         | Allan Falk Nielsen |                                         |
| 2006 | P.I.S. - Politiets indsatsstyrke               | John Schmidt | Medvirker i alle episoder               |
| 2007 | Dansk Melodi Grand Prix                        | Vagten Jørgensen |                                         |
| 2007 | Gu' Ske Lov Du Kom                             | Ham selv | Medvirker i en episode                  |
| 2007 | Brian Mørk Show                                | Ham selv | Medvirker i en episode                  |
| 2007 | Tjenesten - Nu på TV                           | Ham selv | Medvirker i en episode                  |
| 2008 | Det som ingen ved                              | Claus Jensen |                                         |
| 2008 | Album                                          | Ulrik Kruse | Medvirker i 2 episode                   |
| 2008 | Maj & Charlie                                  | Jonas Schmidt | Medvirker i en episode                  |
| 2008 | Mikkel og Guldkortet                           | Nis Gammelbo | Medvirker i 24 episoder                 |
| 2008 | Rejsen til Saturn                              | Agent 1 |                                         |
| 2009 | Mørk & Jul                                     | Asger Fajk (Retsmediciner) |                                         |
| 2009 | Gepetto News                                   | P.S Christiansen | Medvirker kun i Sæson 3, ep. 3.         |
| 2009 | Monsterjægerne                                 | Pedel |                                         |
| 2009 | Zulu Late Night, Live!                         | Ham selv (Vært) |                                         |
| 2010 | Det grå guld                                   | Landlord |                                         |
| 2010 | Vilddyr                                        | Gymnastiklærer |                                         |
| 2010 | Tour de Force                                  | Kriminalbetjent Bent Larsen                                                                                                   |                                         |
| 2010 | Zulu Kvæg-ræs                                  | Ham selv | Deltager på blå hold                    |
| 2010 | Den nøgne sandhed                              | Ham selv | Medvirker i en episode                  |
| 2010 | Zulu Gumball                                   | Ham selv (GPS-ansvarlig) | Medvirker i alle episoder               |
| 2010 | Danish Dynamite                                | Spiller journalisten Kent Sommer, der sammen med sin fotograf Raul (Martin Hjort), jagter kendte og kongelige i sommerlandet. | Medvirker i tre episoder                |
|      |                                                | |                                         |

Tegnefilmsdubbing
Filmen om Kaptajn Underhyler - Jimmy Dahl
Zootropolis - Benjamin Clawhauser
Ratatouille - Linguini
Trolls - Kong Gisle Jr.
Trolls på verdensturne - Kong Gisle Jr.
Flyvemaskiner 2: Redningsaktion - André
Hulemanden Sten - Asso

## Reklamer
Jonas Schmidt har foruden tv-udsendelser også medvirket i reklamer, eksemppelvis toyota-reklamerne i rollen som mekanikeren Bruce. Simon Jul medvirkede også i toyota-reklamen, som havde mottoet "112 % i orden", og desuden sloganet "Today, Tomorrow, Toyota". Jonas har desuden reklameret for følgende firmaer:
- Bilka[3]
- Telmore[4]
- 3F[5]
- Nikoline reklamen 2013

## Sange
- "Fucky Fucky", bæveren Rocco
- "Arghhh!!!", Dolph og Nobody Beats The Beats
- "En hyldest til Jonas Schmidt, UPS! Det er live med en masse kendte personer
- "Genfødt", under kunstnernavnet Jinxt

## Priser
- Zulu Awards 05 – Årets danske originale tv-program, Wulffmorgenthaler
- Zulu Awards 07 – Årets danske originale tv-program, Dolph og Wulff